# Emil Odepark
Emil Odepark, född 10 november 1986, är en svensk tidigare barnskådespelare.

## Filmografi
- 2000 – Före stormen